# Thoresby Hall
Thoresby Hall est une maison de campagne du XIXe siècle classée Grade I à Budby, dans le Nottinghamshire, à environ 2 miles (4 km) au nord d'Ollerton. C'est l'une des quatre maisons de campagne et domaines voisins des Dukeries dans le nord du Nottinghamshire, tous occupés par des ducs à un moment donné de leur histoire. La maison est construite en pierre de taille à face rocheuse avec des pansements en pierre de taille. elle est construite sur quatre étages avec un plan carré entourant une cour centrale, neuf baies de large et huit baies de profondeur.

## Histoire
Robert Pierrepont (1er comte de Kingston-upon-Hull) acquiert les terres de Thoresby en 1633, mais est tué pendant la guerre civile en 1643. Son fils Henry Pierrepont (1er marquis de Dorchester), construit la première grande maison, attribuée à l'architecte Talman, vers 1670. La maison est remodelée pour William Pierrepont (4e comte de Kingston-upon-Hull), de 1685 à 1687, probablement par Benjamin Jackson, après que le comte ait obtenu le droit en 1683 de créer le parc par Enclosure à partir de la Forêt de Sherwood. La maison est le lieu de naissance de Lady Mary Pierrepont, épouse d'Edward Wortley Montagu, en 1689 .

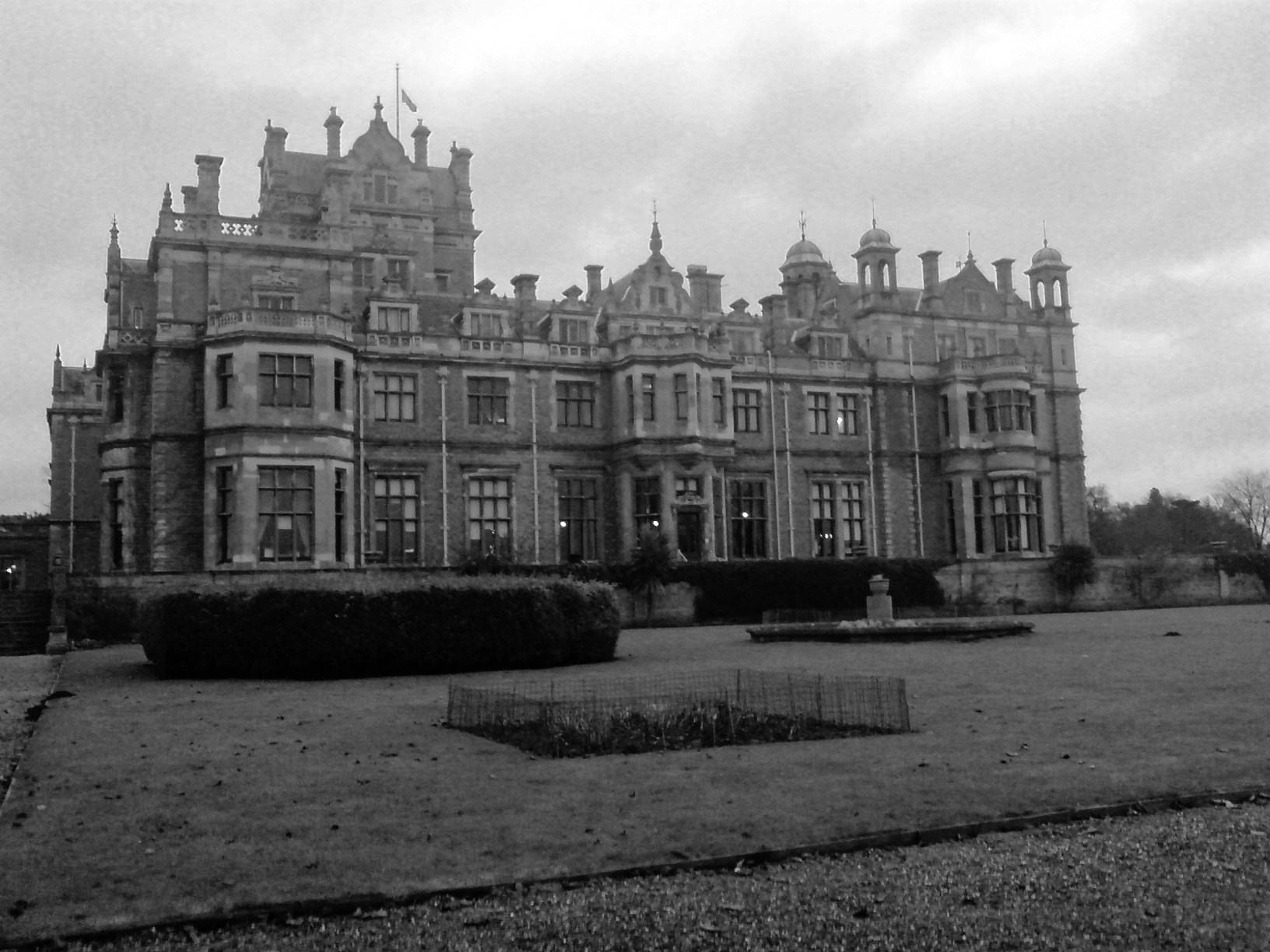
La maison en 2007

Le domaine passe à Evelyn Pierrepont (2e duc de Kingston-upon-Hull) (1711-1773), qui combat à la bataille de Culloden en 1746 et dont la maison est détruite par un incendie la même année. Vingt ans plus tard, l'architecte John Carr (architecte) (en), de 1767 à 1772, construit une nouvelle maison sur le même site. Humphry Repton aménage le parc en même temps.
Lorsque le 2e duc meurt en 1773, il laisse le domaine à sa femme, Elizabeth Chudleigh, l'ancienne épouse du comte de Bristol. Après une affaire judiciaire très médiatique, elle est déclarée mariée bigame au duc et obligée de céder la propriété à sa mort en 1786 au neveu du duc, Charles Medows, un officier de la Royal Navy. Il adopte le nom de Pierrepont et devient plus tard le 1er comte de Manvers .
En 1868, Sydney Pierrepont (3e comte Manvers), charge le célèbre architecte de maisons de campagne Anthony Salvin de démolir la maison après seulement cent ans et de la remplacer par la maison actuelle, érigée à 500 mètres (546,80665 yd) au nord. Achevée en 1871, elle mesure 55 mètres (180,4461945 pi) sur ses façades est et sud et 48 mètres (157,4803152 pi) sur sa façade ouest. L'impressionnante grande salle, avec la galerie des ménestrels à l'extrémité ouest, mesure 19 mètres (62,3359581 pi) de long et 14 mètres (45,9317586 pi) de haut. La maison passe à Gervas Pierrepont (6e comte Manvers), décédé en 1955 sans héritier mâle et le titre s'éteint. La maison reste avec sa femme, la comtesse Manvers, et leur fille, Lady Rozelle Raynes .
Pour gérer une menace perçue d'affaissement des mines de charbon, les bâtiments sont vendus au National Coal Board en 1979 et vendus sur le marché libre dix ans plus tard. En 2020, ces craintes se sont révélées fondées lorsque les galeries minières abandonnés se sont affaissés sous la propriété, ce qui a nécessité des réparations de la part de la Coal Authority . Le noyau de la collection de meubles Thoresby est conservé par la famille qui a construit une nouvelle maison de l'autre côté du lac, tandis que le reste est vendu aux enchères par Sotheby's en 1989. Après plusieurs propriétaires, il est acquis par Warner Leisure Hotels .
Le Queen's Royal Lancers et le Nottinghamshire Yeomanry Museum  occupent une partie de la cour qui est maintenant ouverte au public en tant qu'espace de vente au détail .